# Rudolf Redlinghofer

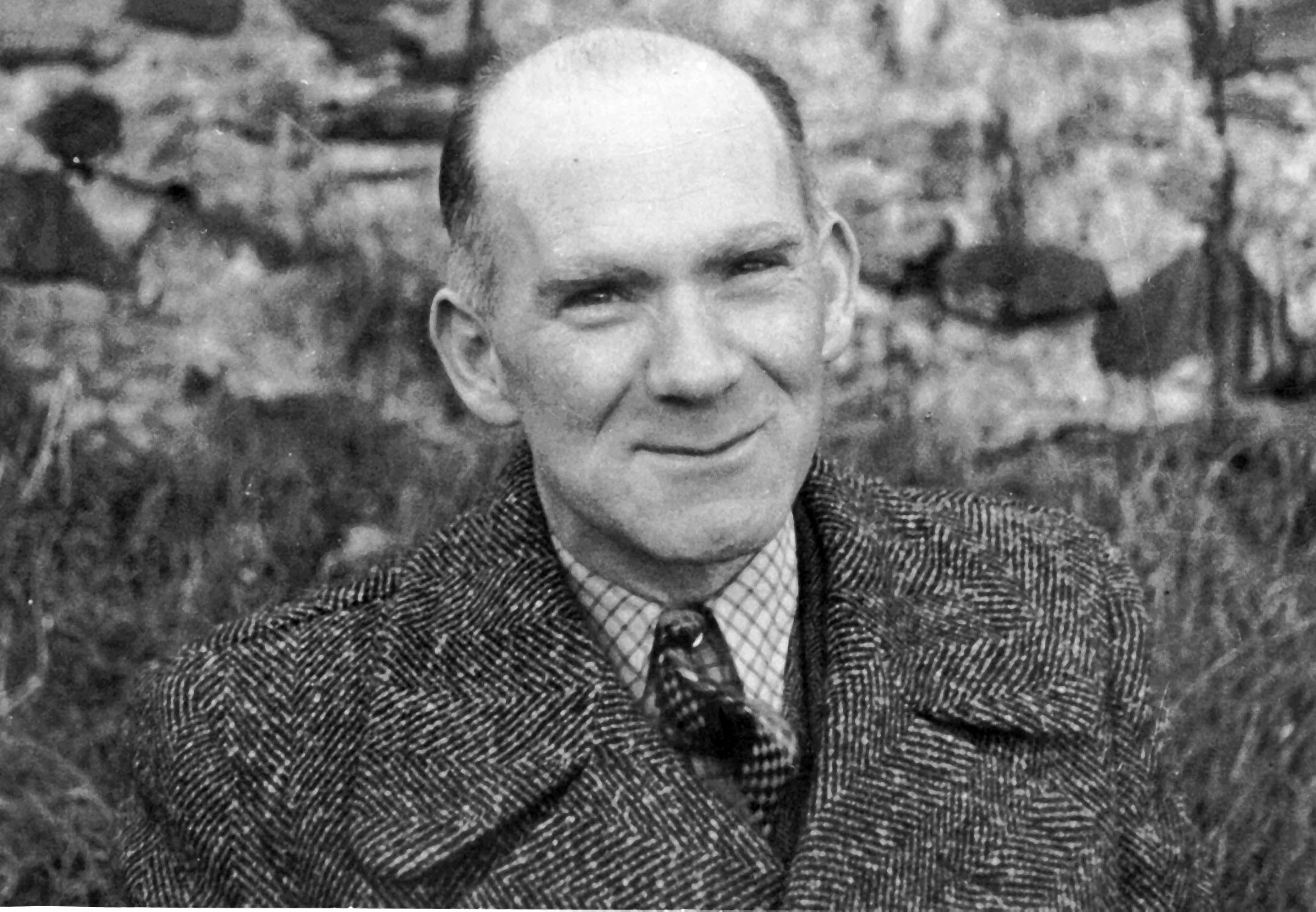
Rudolf Redlinghofer (1938)

Rudolf Redlinghofer (* 31. Oktober 1900 in der Wiener Alservorstadt, Österreich; † 11. Januar 1940 in Berlin-Plötzensee) war ein österreichisches Opfer des Nationalsozialismus aus Krems an der Donau in Niederösterreich. Er verweigerte als Zeuge Jehovas (damals auch Bibelforscher genannt) aus  Gewissensgründen den Dienst mit der Waffe und wurde daher am 11. Jänner 1940 im Strafgefängnis Berlin-Plötzensee durch das Fallbeil hingerichtet. 58 Jahre nach seiner Hinrichtung hob die Republik Österreich das Unrechtsurteil von einst auf und Rudolf Redlinghofer wurde als einer der ersten NS-Opfer in Österreich rehabilitiert.

## Werdegang
Rudolf Redlinghofer wurde am 31. Oktober 1900 in der Wiener Alservorstadt geboren und Anfang der 1930er Jahre ein Bibelforscher – wie man Jehovas Zeugen damals auch nannte. Er wohnte mit seiner Frau Agnes (geboren am 8. Juni 1909 in Herrnbaumgarten, Bezirk Mistelbach) in Krems, Spitalgasse 3. Den Lebensunterhalt für die Familie verdiente er sich durch seine Arbeit als Maurergehilfe in Krems. Schon kurz nach der Hochzeit wurde dem Ehepaar am 3. November 1937 eine Tochter, Regina, geboren. Am 25. Juli 1939 bekam Rudolf Redlinghofer den Einberufungsbefehl zur Ableistung einer mehrwöchigen Übung beim Übungs-Pferde-Lazarett-Langenlois. Da er es aufgrund seiner Gewissensüberzeugung ablehnte, den Krieg zu unterstützen, verfasste er am 5. August 1939 einen Brief an das Wehrmeldeamt Krems, in dem er mitteilte, dass er nicht bereit sei, einzurücken, um im Krieg für Hitler zu kämpfen, sondern dass er ein friedlicher „Soldat Christi“ sei. Rudolf Redlinghofer leistete dem Einberufungsbefehl nicht Folge und wurde vorläufig auf freiem Fuß belassen.

## Verhaftung
Die Gendarmerie Krems verhaftete ihn dann am 18. August 1939 im Auftrag der Gestapo-Außenstelle St. Pölten und lieferte Redlinghofer in das Gefangenenhaus Krems ein. Am nächsten Tag erfolgte die Überstellung in die Gestapo-Außenstelle St. Pölten. In St. Pölten versuchte man zunächst, seinen Widerstand zu brechen. Zu diesem Zweck wurde seiner Frau befohlen, mit dem kleinen Kind vor dem Verhandlungssaal Aufstellung zu nehmen, um auf ihren Mann, den man an ihr vorbeiführte, Druck auszuüben und seine standhafte Entscheidung zu revidieren.
Rudolf Redlinghofer blieb jedoch fest entschlossen, seinem Gott mehr zu gehorchen als Menschen.

## Haft und Verhandlung in Berlin
Er wurde daraufhin am 13. November 1939 in das Untersuchungsgefängnis nach Berlin-Moabit überstellt. Die Gerichtsverhandlung fand vor dem Reichskriegsgericht am 9. Dezember 1939 statt. Der 3. Senat des Reichskriegsgerichtes verurteilte ihn unter der Anklage von Oberkriegsgerichtsrat Dr. Burckhardt wegen Zersetzung der Wehrkraft zum Tod und zum Verlust der Wehrwürdigkeit. Ein Verteidiger war laut Protokoll nicht zugegen. Gleichzeitig wurden ihm die bürgerlichen Ehrenrechte auf Lebenszeit aberkannt. Unterschrieben wurde das Urteil „Von Rechts wegen, gezeichnet Schmauser, v. Goeldel, Schroth, Büscher, Block“. Das Urteil wurde am 21. Dezember 1939 vom Präsidenten des Reichskriegsgerichts bestätigt.
Die Teilnehmer an der Verhandlung am 9. Dezember 1939 in Berlin waren:
- als Richter: Senatspräsident Dr. Schmauser, Verhandlungsleiter Oberst von Goedel, Oberst Schroth, Oberstleutnant Büscher und Oberkriegsgerichtsrat Dr. Block
- als Vertreter der Anklage: Oberkriegsgerichtsrat Dr. Burckhardt
- als Urkundsbeamter der Geschäftsstelle: Reichskriegsgerichtsoberinspektor Hotje

Ende Dezember wurde Rudolf Redlinghofer daher in die Strafanstalt Berlin-Plötzensee überführt, wo er am 30. Dezember 1939 eintraf.

## Hinrichtung und Folgen
Nach einigen wenigen Tagen im Gefängnis in Berlin-Plötzensee wurde er schließlich am 11. Jänner 1940 von seiner Gefängniszelle zur Richtstätte geführt. Hier war der Henker Wilhelm Röttger (1894–1946) am Werk, der die meisten Todesurteile im Dritten Reich vollstreckte. Nach dem nochmaligen Verlesen des Urteils wurde Rudolf Redlinghofer mit auf den Rücken gefesselten Händen unter das Fallbeil gelegt und enthauptet.
Am 12. Januar 1940 informierte das Reichskriegsgericht das Wehrmeldeamt Krems über die Vollstreckung des Urteils. Für seine Frau Agnes und seine damals zweijährige Tochter begann damit eine sehr schwierige Zeit. Agnes Redlinghofer versuchte, als Haushaltshilfe und Wirtshausköchin den Unterhalt zu verdienen. Sie übersiedelte später in die Heinemannstraße 5, wo sie bis zu ihrem Tod 1989 wohnte.
Agnes Redlinghofer hob ihrer Tochter und ihren Enkelkindern gegenüber immer wieder hervor, dass sie die Standhaftigkeit ihres Mannes – als Zeuge Jehovas Hitlers Machtwahn nicht zu unterstützen – immer sehr hoch einschätzte.

## Sein Anzug rettet Glaubensbruder
Ein Glaubensbruder von Rudolf Redlinghofer – Peter Gölles – befand sich in Stein bei Krems in Gefangenschaft. Am 6. April 1945 sollten – aufgrund des Herannahens der russischen Truppen – alle Gefangenen freigelassen werden und damit die Haftanstalt geräumt werden. Am Vormittag verliefen die Entlassungen ohne Probleme, aber am Nachmittag kam es zum Massaker von Stein. Es erging der Befehl, alle in der Umgebung von Krems aufgegriffenen entlassenen Häftlinge wieder einzufangen und zu töten. So wurden nicht nur zahlreiche Häftlinge im Stadtgebiet von Krems ermordet, auch in der weiteren Umgebung (in Hadersdorf am Kamp, Hörfarth, Paudorf und an anderen Orten) wurden Massenerschießungen vorgenommen.
Peter Gölles entkam noch bei guter Gelegenheit aus der Haftanstalt Stein. Auf Schleichwegen begab er sich zur Wohnung von Agnes Redlinghofer in Krems. Agnes gab ihm daraufhin einen Anzug ihres in Berlin-Plötzensee hingerichteten Mannes Rudolf. Mit diesem Anzug konnte Peter Gölles den Erschießungen entgehen und wohlbehalten nach Wien zurückkehren. So rettete der Anzug des getöteten Rudolf Redlinghofer einem seiner Glaubensbrüder das Leben.

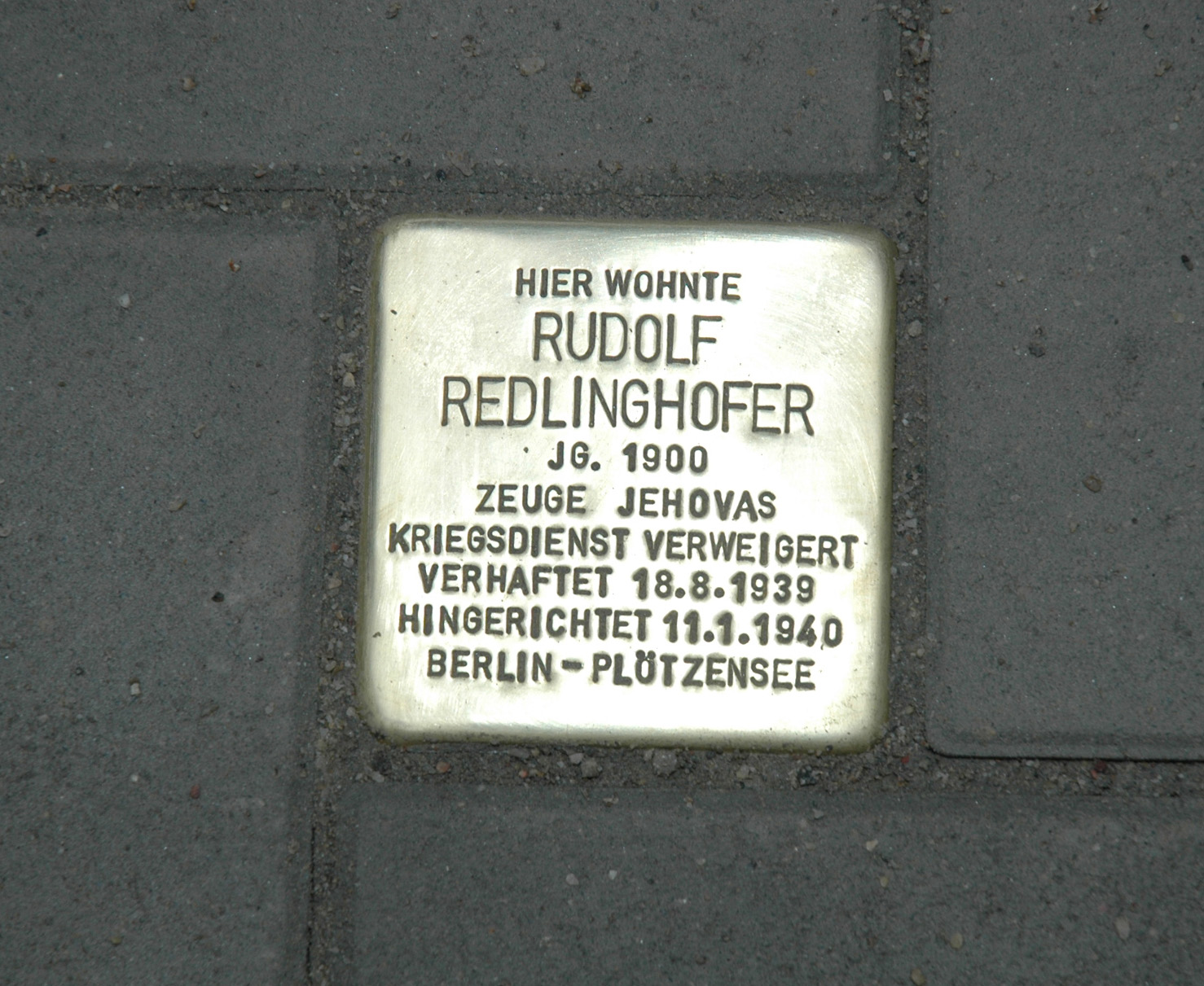
Stolperstein für Rudolf Redlinghofer

## Rehabilitiert
Rudolf Redlinghofer wurde 58 Jahre nach seiner Hinrichtung von der Republik Österreich rehabilitiert. Am 14. Oktober 1998 hob das Wiener Landesgericht das einstige NS-Unrechtsurteil auf. Dadurch wird seine Gewissensentscheidung entsprechend gewürdigt und sein Schicksal der Vergessenheit entrissen. Zudem wurde dadurch deutlich untermauert, dass Gewissenstreue kein Verbrechen sein kann.

## Stolpersteinverlegung
Am 23. Juni 2009 wurde in Krems an der Donau in der Spitalgasse 3 an der letzten Wohnadresse von Rudolf Redlinghofer ein Stolperstein gelegt. Der Kölner Künstler Gunter Demnig, der mittlerweile mehr als 50.000 Stolpersteine in Europa gelegt hat, setzte so ein Zeichen der Erinnerung an Rudolf Redlinghofer. Da das ehemalige Wohnhaus mittlerweile abgerissen wurde, liegt der Stolperstein auf einer dort errichteten Verkehrsinsel.